# Згорње Језерско
Згорње Језерско (словен. Zgornje Jezersko) је насеље и управно средиште општине Језерско, која припада Горењској регији у Републици Словенији.
По попису становништва из 2011. године, насеље Згорње Језерско имало је 568 становника.